# شارمين كروكس
شارمين كروكس ، (من مواليد 8 أغسطس 1962) ، هي رياضية كندية ، حائزة على خمس ميداليات أولمبية وفضية أولمبية (LA '84 ، 4X400m Relay). ولدت كروكس في ماندفيل ، جامايكا ، لكنها لعبت لكندا لما يقرب من 20 عاما في ألعاب القوى. كانت المرأة الكندية الأولى التي ركضت 800 متر في أقل من دقيقتين ، فازت بميداليات ذهبية في لعبة بان أمريكان ، كومنولث ، وكأس العالم ، وألعاب الطلاب العالمية. في عام 1996 ، تشرفت بكونها حاملة العلم الكندية في احتفالات افتتاح دورة الألعاب الأولمبية في أتلانتا.
هي الطفل الخامس مع خمس أخوات وثلاثة أخوة.

## وصلات خارجية
- شارمين كروكس على موقع الاتحاد الدولي لألعاب القوى (الإنجليزية)
- شارمين كروكس على موقع الاتحاد الكندي لألعاب القوى (الإنجليزية)
- شارمين كروكس على موقع اللجنة الأولمبية الدولية (الإنجليزية)
- شارمين كروكس على موقع أوليمبيديا (الإنجليزية)
- شارمين كروكس على موقع اللجنة الأولمبية الكندية (الإنجليزية)
- شارمين كروكس على موقع اتحاد ألعاب الكومنولث (مؤرشف) (الإنجليزية)
- شارمين كروكس على موقع قاعة كولومبيا البريطانية للمشاهير الرياضية (الإنجليزية)